# Le Désert de la gloire
Pour plus de détails, voir Fiche technique et Distribution.
Le Désert de la gloire (El Alamein) est un film de guerre dramatique italien sorti en 1957, réalisé par Guido Malatesta.

## Synopsis
Le jeune Sergio Marchi est fiancé à une chanteuse anglaise, Nancy Carson. Quand la guerre éclate, Sergio est envoyé en Afrique à El Alamein avec les parachutistes de la Division Folgore, sous le commandement du capitaine Bruschi : ils ont l'ordre d'organiser la défense autour d'El Alamein. Après la percée opérée par la 8e armée britannique, leur détachement est isolé, et le capitaine Bruschi reçoit par un officier de la Luftwaffe, le lieutenant Kruger, l'ordre de résister à tout prix.
Au cours d'un accrochage avec les blindés anglais, le capitaine Bruschi est tué, mais le lieutenant Marchi parvient à détruire un char Sherman et capture son équipage blessé. Lors d'une pause dans les combats, le chef de char anglais, le capitaine Moore, se plaint auprès du responsable italien du traitement des prisonniers blessés par les italiens. Pendant leurs échanges, les Anglais invitent les Italiens à se rendre.
Le lieutenant Marchi reçoit encore un pli par avion lui intimant de résister jusqu'à sept heures du soir le lendemain. Il annonce au capitaine anglais qu'il va les renvoyer vers les troupes anglaises le lendemain matin. Le capitaine Moore remarque alors la photo de Nancy et s'enquiert de ce qu'elle signifie pour Marchi. Marchi répond et Moore lui annonce qu'elle était il y a peu au Caire pour chanter pou les blessés anglais. 
Au matin, leurs routes se séparent : Moore part vers un hôpital du Caire, et Marchi reste pour un combat sans espoir. De fait, le bastion italien est pris, tandis qu'au Caire, Moore annonce à Nancy Carson qu'il a rencontré Sergio Marchi dans le désert. Peu après, Sergio et Nancy se retrouvent dans un hôpital de campagne anglais, en présence de Moore.

## Fiche technique
- Titre français : Le Désert de la gloire[1]
- Titre original : El Alamein
- Genre : film dramatique, film de guerre
- Réalisation : Guido Malatesta
- Scénario : Guido Malatesta, Angelo De Giglio et Gabriele Silvestri
- Musique : Roberto Nicolosi, Nino Rota
- Photographie : Luciano Trasatti
- Format d'image : noir et blanc
- Montage : Renato Cinquini
- Décors : Franco Lolli
- Pays :  Italie
- Durée : 85 min
- Année de sortie : 1957
- Date de sortie en salle en France : 16 septembre 1960[1]

## Distribution
- Fausto Tozzi : Valerio Bruschi
- Rosanna Rory : Nancy Carson
- Gabriele Tinti : Sergio Marchi
- Pierre Cressoy : John Moore
- Matteo Spinola : Aldo Savelli
- Marco Guglielmi : lieutenant Santi
- Walter Santesso : Gennaro
- Livio Lorenzon : Nardi
- Elyane Pade : Sandra
- Mario De Simone : Nando
- Euro Teodori : Franco
- Loris Bazzocchi : Antonio
- Evar Maran : Fosco

## Films semblables
- Divisione Folgore de Duilio Coletti en 1954
- La Bataille d'El Alamein (La battaglia di El Alamein) de Giorgio Ferroni en 1969
- El Alamein (El Alamein - La linea del fuoco) d'Enzo Monteleone en 2002

## Crédit d'auteurs
- (it) Cet article est partiellement ou en totalité issu de l’article de Wikipédia en italien intitulé « El Alamein (film 1957) » (voir la liste des auteurs).